# 山陽鉄道列車強盗殺人事件
山陽鉄道列車強盗殺人事件（さんようてつどうれっしゃごうとうさつじんじけん）とは、明治時代中期に発生した強盗殺人事件である。また当時の大阪朝日新聞で、日本に鉄道が開業して以来初めて列車内で発生した殺人事件として大々的に報じられた。

## 事件の概要
（以下は100年以上前の事件であり、実名表記とする）

### 事件発覚
1898年（明治31年）12月2日の深夜、前日の午後6時24分に官鉄大阪駅を出発し三田尻駅（現在の防府駅）に向かっていた下り夜行列車が広島県に入り午前2時46分に山陽鉄道（現在のJR西日本山陽本線）福山駅に停車したところ、二等客車（二軸客車197号車）で、陸軍第12師団福岡連隊中隊長であった足立直躬大尉（当時45歳）が惨殺されていた。足立大尉は病気療養をしていた鳥取県の帰省先から勤務地である福岡県に戻る途中で、上郡駅から乗車していた。護身用の拳銃や短刀を所持していたが、寝込みを襲われた為か、武器で反撃をできず殺害されたとみられた。また、所持金などは奪われていなかった。

### 被疑者逮捕
これより先、鴨方駅近くの岡山県浅口郡六条院村（現在の浅口市鴨方町）にある六条院派出所に、男が宿を斡旋してほしいとやって来た。全身ずぶ濡れのうえ、脱いだ衣類を小脇に抱えていたため、警察官は無賃乗車もしくは窃盗犯とみて詰問していたが、「私は殺していない。殺したのは元吉だ」と口を滑らせたことから、列車内での殺人事件が露見した。この中島多次郎（当時23歳）の供述から鴨方駅の駅舎待合室にいた岩永元吉（当時23歳）を拘束した直後、福山駅から殺人事件の一報が入り、福山の警察署に送致された。

### 事件の概要
犯人2人は岡山共立絹糸紡績会社の職工で、11月30日に給料を受け取った後、福山に遊びにいって一泊していた。12月1日の夜に上り列車に乗車し金銭を奪う計画を立てたが、何も出来ずに鴨方駅で降り、相手を物色するために同駅を午前2時01分に発車する下り列車の三等切符を購入。ここで足立大尉一人が乗車していた二等客車を確認して乗り込んだ。
足立大尉が寝込んでいたのをもっけの幸いとして金品を物色していたが、この時岩永が大尉の喉に匕首を振り下ろした。大尉は必死に反撃したが、中島も持っていた短刀で加勢し2人で滅多突きにして殺害した。小心者であった中島は狼狽し走行中の列車から飛び降り、怪我はなかったが線路脇の泥溝にはまりずぶ濡れになった。冬の深夜であり寒さが身にしみ、この後派出所に行って事件が露見した。一方の岩永もあわてた為か大尉の金品を奪わないまま、列車から飛び降りて鴨方駅に戻り、次の上り列車を待っていたところを逮捕された。一連の犯行は鴨方駅西方2.1Kmまでの走行中の車中で行われたとされている。

### 事件の背景
深夜、一人でいたことが足立大尉の不運であったが、事件の背景として乗車していた二軸客車の構造的欠陥が指摘された。二軸客車は、車体が小型で定員も32人であるうえ、隣の客車と行き来するための貫通扉がなかった。そのため走行中は車掌の目が届かない「走る密室」となり、夜行列車の一等車や二等車は乗客が少ないことから、犯罪被害を受けても他者の助けを得ることができなかった。
事件後、このことから乗客は利用の多い三等客車に殺到し、上級客車ががら空きという状況が生じた。そのため山陽鉄道は防犯対策として、夜行列車にボーイを乗車させ巡視させるとともに、貫通扉のある大型ボギー客車の製造を進めた結果、上級客車の客足も元に戻ったという。

### 犯人のその後
2人組は起訴され、岡山地方裁判所は1899年2月27日に岩永に死刑、中島に無期徒刑（無期懲役）を言い渡した。しかし中島は検事が控訴したことから大阪控訴院（現在の大阪高等裁判所）で審議され、5月3日に原判決を破棄し死刑判決を言い渡された。そのため被害者1人に対し2人組ともが死刑になる厳罰判決が確定した。2人は大阪堀川監獄署で10月30日に死刑が執行された。

## 類似する事件
12月8日には同じ山陽鉄道で、姫路駅を出発した三等客車に乗車していた芸妓（当時16歳）が、二軸客車で30歳ぐらいの男と二人きりになったところ、持ち物を奪われ車外に放り出された。幸い落ちた場所が泥田であったため怪我はなかったが、犯人は特定できず未解決事件となった。

## 備考
岡山県出身の作家内田百閒の『汽笛一声』で、この事件を元に「鴨方の大尉殺し」という芝居が仕組まれていたとの記載がある。また内田著の初の短編集『冥土』に単独犯で普通車で襲った設定の幻想小説「大尉殺し」(雑誌「女性」1927年6月号掲載)がある。